# Prefettura di Nagasaki
La prefettura di Nagasaki (長崎県?, Nagasaki-ken) è una prefettura giapponese con circa 1,5 milioni di abitanti, si trova nella regione di Kyūshū, sull'isola di Kyūshū. Il suo capoluogo è l'omonima città di Nagasaki.

## Geografia fisica
La prefettura di Nagasaki confina con la prefettura di Saga ad est ed è circondata sugli altri lati dal mare. Comprende molte isole.

### Città
| - Gotō - Hirado - Iki - Isahaya - Matsuura - Minami-Shimabara - Nagasaki (capoluogo) | - Ōmura - Saikai - Sasebo - Shimabara - Tsushima - Unzen |

### Distretti paesi e villaggi
| - Distretto di Higashisonogi - Hasami - Higashisonogi - Kawatana - Distretto di Kitamatsuura - Ojika - Saza | - Distretto di Minamimatsura - Shinkamigotō - Distretto di Nishisonogi - Nagayo - Togitsu |